# Malinišče
Malinišče je opuščeno naselje v Občini Osilnica.